# 성자 (삼위일체)

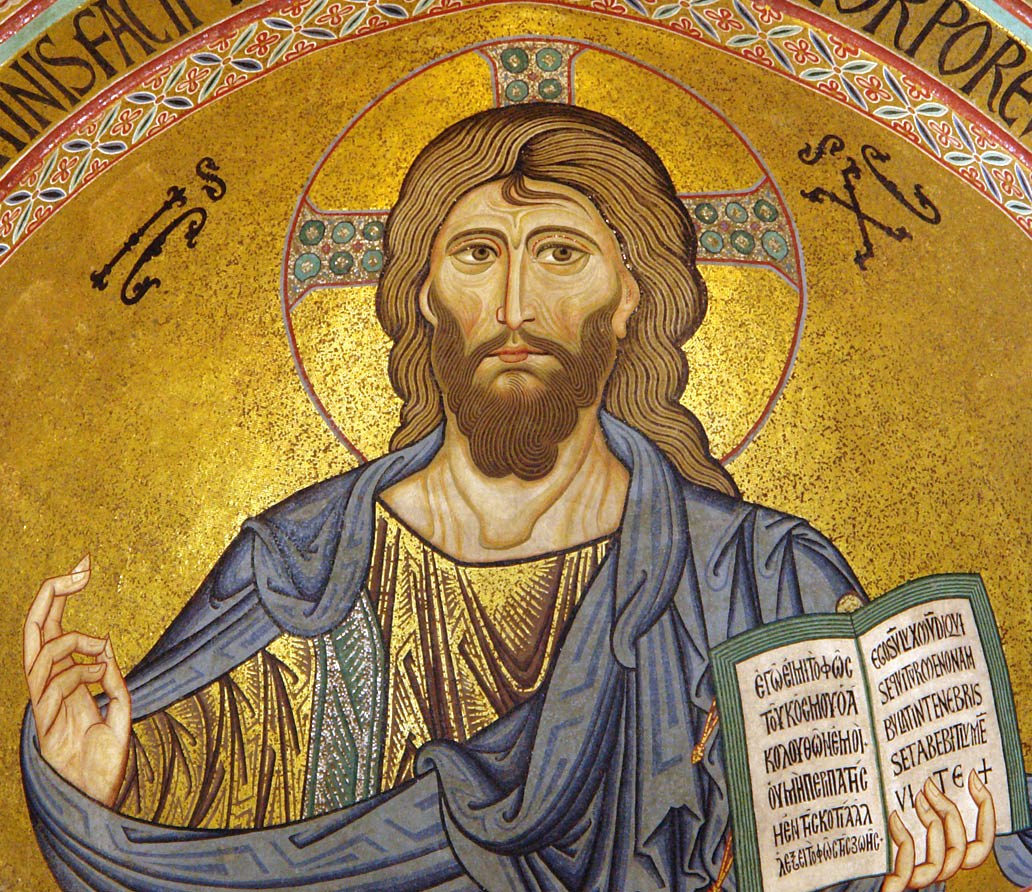

성자(聖子)는 기독교의 삼위일체론에서 제2위를 가리키는 칭호이다. 451년 칼케돈 공의회에서 성자는 인성과 신성을 지니고 있고, 인성과 신성은 전혀 분리되지 않는 하나의 격이라고 정리되었다. 또 그 인성은 성모 마리아에게서 비롯되었다고 믿는데, 이로 인해 마리아는 테오토코스라고 불린다. 예수 그리스도는 성삼위일체의 제2위, 즉 성자의 육으로서 이 세상에 온 것이라고 믿는다.

## 근원
"성자"라는 표현은 성경에는 나오지 않지만, 후기 기독교 자료에서는 나온다. 필사상의 오류로 인해 이 용어는 중세 사본인 MS No.1985에 사용되었으며 갈라디아서 2장 20절에서는 "하나님의 아들"이 "성자"로 바뀌었다.

## 같이 보기
- 삼위일체
- 신약 속 예수의 이름과 호칭
- 하느님의 아들들
- 성자 (기독교)